# Hasse Börjes
Hasse Börjes (Rättvik, 25 gennaio 1948) è un ex pattinatore di velocità su ghiaccio svedese.

## Palmarès

### Olimpiadi invernali
- Argento a Sapporo 1972 nei 500 metri.